# Zdziwoj
Zdziwoj — staropolskie imię męskie, złożone z dwóch członów: Zdzi- („uczynić, nadać imię, zrobić”) i woj („wojownik”).
Zdziwoj imieniny obchodzi 26 czerwca.
Odpowiedniki w innych językach:
- staroczeski — Sdivoj[4].